# Hamida Aman
Hamida Aman (nacida en 1973) es una empresaria, escritora y periodista afgana. Fundó una estación de radio en Kabul que se especializa en educar a las niñas excluidas de la educación pública por el apartheid de género. En 2024 fue reconocida como una de las 100 mujeres inspiradoras de la BBC.

## Vida
Aman nació en Kabul en 1973. Su abuela había sido una mujer noble que tenía el título de "Begum". Ella y su familia emigraron para evitar el conflicto y vivir en Suiza cuando ella tenía seis años. Completó sus estudios y en 2001 los talibanes cayeron del poder en su país y ella lo visitó. Vivía con su familia en París, pero utilizó sus conocimientos de comunicación y periodismo para poner en marcha varios proyectos en Afganistán.
En 2020 fundó una organización llamada Organización Begum para Mujeres.
Cuando las fuerzas estadounidenses se retiraron de Afganistán en agosto de 2021, Aman había lanzado una estación de radio llamada Radio Begum en marzo anterior. La forma de gobierno de los talibanes dio lugar a lo que más tarde se denominó apartheid de género, ya que las mujeres fueron excluidas de la vida pública y las escuelas secundarias y universidades quedaron reservadas para niños y hombres.
Radio Begum estaba dirigida por un equipo de mujeres y desde 2022 contaba con el apoyo del Programa Internacional para el Desarrollo de la Comunicación. La financiación permitió capacitar a cuarenta mujeres más y su enfoque fue ajustarse a las reglas para que pudieran seguir transmitiendo a las mujeres de Afganistán. Se estima que la emisora de radio es escuchada por alrededor de medio millón de personas a través de doce transmisores.
En 2024, la BBC reconoció el trabajo inspirador de Aman cuando fue nombrada una de las 100 mujeres de la BBC.